# شونگار دزانگ (بوتان)
شونگار دزانگ (به لاتین: Shongar Dzong) یک منطقهٔ مسکونی در بوتان (کشور) است که در Mongar District واقع شده‌است.